# Liste de films tournés dans le département de la Somme
Un certain nombre d'œuvres cinématographiques et télévisuelles ont été tournés dans le département de la Somme.
Voici une liste à compléter de films, téléfilms, feuilletons télévisés, films documentaires... tournés dans le département de la Somme, classés par commune, lieu de tournage et date de diffusion.

## A
- Haut – A
- B
- C
- D
- E
- F
- G
- H
- I
- J
- K
- L
- M
- N
- O
- P
- Q
- R
- S
- T
- U
- V
- W
- X
- Y
- Z

- Abbeville :
  - 1999 : Je règle mon pas sur le pas de mon père de Rémi Waterhouse
  - 2011 : Je n'ai rien oublié de Bruno Chiche

- Amiens :
  - 1946 : Jéricho d'Henri Calef avec Nadine Alari, Pierre Brasseur et Jacques Charon
  - 1959 : La Tête contre les murs, film de Georges Franju, avec Pierre Brasseur et Jean-Pierre Mocky
  - 1970 : Les Clowns de Federico Fellini tourné au Cirque Jules-Verne d'Amiens
  - 1973 : La Rose de fer de Jean Rollin avec Françoise Pascal, Hugues Quester et Natalie Perrey
  - 1976 : La Saga des Français : La Rumeur, film de Michel Pamart et Marcel Trillat
  - 1980 : La Femme enfant, film de Raphaële Billetdoux, avec Klaus Kinski
  - 1989 : Roselyne et les Lions de Jean-Jacques Beineix, avec Isabelle Pasco est lui aussi tourné au Cirque Jules-Verne d'Amiens
  - 1991 : Les Équilibristes de Nico Papatakis, avec Michel Piccoli tourné au Cirque Jules-Verne d'Amiens
  - 1994 : Sister My Sister de Nancy Meckler avec Julie Walters et Joely Richardson
  - 1997 : Arlette de Claude Zidi, avec Josiane Balasko et Christophe Lambert
  - 1999 : Je suis né d'une cigogne, film de Tony Gatlif, avec Romain Duris
  - 2000 : Elle et lui au 14e étage de Sophie Blondy, avec Guillaume Depardieu et Benoît Magimel[1],[2]
  - 2000 : Confort moderne de Dominique Choisy
  - 2002 : Carnages de Delphine Gleize
  - 2002 : Paris selon Moussa, film de Cheik Doukouré
  - 2008 : Paul Rondin est...Paul Rondin, court-métrage de Frédéric Vin, avec François Berland
  - 2008 : Blanche, court-métrage d'Eric Griffon du Bellay, avec Romane Bohringer et Clémence Poésy
  - 2008 : Louise-Michel, film de Gustave Kervern et Benoît Delépine, avec Yolande Moreau et Benoît Poelvoorde
  - 2008 : Française, film de Souad El-Bouhati, avec Hafsia Herzi
  - 2009 : Ricky de François Ozon avec Alexandra Lamy
  - 2010 : Copacabana, film de Marc Fitoussi, avec Isabelle Huppert
  - 2012 : Les Fraises des bois, film de Dominique Choisy
  - 2013 : La Tête la première, film d'Amélie Van Elmbt

- Ault
  - 2009 : Les Petits Meurtres d'Agatha Christie : épisode 4 : La Maison du péril série télévisée d'Éric Woreth
  - 2012 : Un monde sans femmes, film de Guillaume Brac

## B
- Haut – A
- B
- C
- D
- E
- F
- G
- H
- I
- J
- K
- L
- M
- N
- O
- P
- Q
- R
- S
- T
- U
- V
- W
- X
- Y
- Z

## C
- Haut – A
- B
- C
- D
- E
- F
- G
- H
- I
- J
- K
- L
- M
- N
- O
- P
- Q
- R
- S
- T
- U
- V
- W
- X
- Y
- Z

- Cayeux-sur-Mer
  - 2009 : Les Petits Meurtres d'Agatha Christie : épisode 4 : La Maison du péril série télévisée d'Éric Woreth
- Chemin de fer de la baie de Somme
  - 2015 : Journal d'une femme de chambre de Benoît Jacquot

## D
- Haut – A
- B
- C
- D
- E
- F
- G
- H
- I
- J
- K
- L
- M
- N
- O
- P
- Q
- R
- S
- T
- U
- V
- W
- X
- Y
- Z

## E
- Haut – A
- B
- C
- D
- E
- F
- G
- H
- I
- J
- K
- L
- M
- N
- O
- P
- Q
- R
- S
- T
- U
- V
- W
- X
- Y
- Z

## F
- Haut – A
- B
- C
- D
- E
- F
- G
- H
- I
- J
- K
- L
- M
- N
- O
- P
- Q
- R
- S
- T
- U
- V
- W
- X
- Y
- Z

- Fort-Mahon-Plage
  - 1998 : Cantique de la racaille de Vincent Ravalec

## G
- Haut – A
- B
- C
- D
- E
- F
- G
- H
- I
- J
- K
- L
- M
- N
- O
- P
- Q
- R
- S
- T
- U
- V
- W
- X
- Y
- Z

## H
- Haut – A
- B
- C
- D
- E
- F
- G
- H
- I
- J
- K
- L
- M
- N
- O
- P
- Q
- R
- S
- T
- U
- V
- W
- X
- Y
- Z

## I
- Haut – A
- B
- C
- D
- E
- F
- G
- H
- I
- J
- K
- L
- M
- N
- O
- P
- Q
- R
- S
- T
- U
- V
- W
- X
- Y
- Z

## J
- Haut – A
- B
- C
- D
- E
- F
- G
- H
- I
- J
- K
- L
- M
- N
- O
- P
- Q
- R
- S
- T
- U
- V
- W
- X
- Y
- Z

## K
- Haut – A
- B
- C
- D
- E
- F
- G
- H
- I
- J
- K
- L
- M
- N
- O
- P
- Q
- R
- S
- T
- U
- V
- W
- X
- Y
- Z

## L
- L'Étoile : 
  - 2008 : Louise-Michel, film de Gustave de Kervern et Benoît Delépine

- Languevoisin-Quiquery
  - 1968 : L'Homme du Picardie, feuilleton télévisé de Jacques Ertaud[3]

- Le Crotoy
  - 2009 : Les Petits Meurtres d'Agatha Christie : épisode 4 : La Maison du péril série télévisée d'Éric Woreth
  - 2015 : Journal d'une femme de chambre de Benoît Jacquot
  - 2017 : Capitaine Marleau `Saison 2, Épisode 1 : Chambre avec vue série télévisée de Josée Dayan

- Haut – A
- B
- C
- D
- E
- F
- G
- H
- I
- J
- K
- L
- M
- N
- O
- P
- Q
- R
- S
- T
- U
- V
- W
- X
- Y
- Z

## M
- Mers-les-Bains
  - 2003 : Le Bison (et sa voisine Dorine) d'Isabelle Nanty

## N
- Haut – A
- B
- C
- D
- E
- F
- G
- H
- I
- J
- K
- L
- M
- N
- O
- P
- Q
- R
- S
- T
- U
- V
- W
- X
- Y
- Z

## O
- Haut – A
- B
- C
- D
- E
- F
- G
- H
- I
- J
- K
- L
- M
- N
- O
- P
- Q
- R
- S
- T
- U
- V
- W
- X
- Y
- Z

## P
- Haut – A
- B
- C
- D
- E
- F
- G
- H
- I
- J
- K
- L
- M
- N
- O
- P
- Q
- R
- S
- T
- U
- V
- W
- X
- Y
- Z

- Ponthoile
  - 2009 : Les Petits Meurtres d'Agatha Christie : épisode 4 : La Maison du péril série télévisée d'Éric Woreth

## Q
- Haut – A
- B
- C
- D
- E
- F
- G
- H
- I
- J
- K
- L
- M
- N
- O
- P
- Q
- R
- S
- T
- U
- V
- W
- X
- Y
- Z

- Quend
  - 2009 : Les Petits Meurtres d'Agatha Christie : épisode 4 : La Maison du péril série télévisée d'Éric Woreth
  - 2011 : Jeanne Captive de Philippe Ramos, avec Clémence Poésy, Mathieu Amalric et Thierry Frémont
  - 2017 : Capitaine Marleau `Saison 2, Épisode 1 : Chambre avec vue série télévisée de Josée Dayan

## R
- Haut – A
- B
- C
- D
- E
- F
- G
- H
- I
- J
- K
- L
- M
- N
- O
- P
- Q
- R
- S
- T
- U
- V
- W
- X
- Y
- Z

- Regnière-Écluse
  - 2011 : Les Petits Meurtres d'Agatha Christie : Épisode 8 : Le Flux et le Reflux série télévisée d'Éric Woreth

- Rue
  - 2009 : Les Petits Meurtres d'Agatha Christie : épisode 4 : La Maison du péril série télévisée d'Éric Woreth

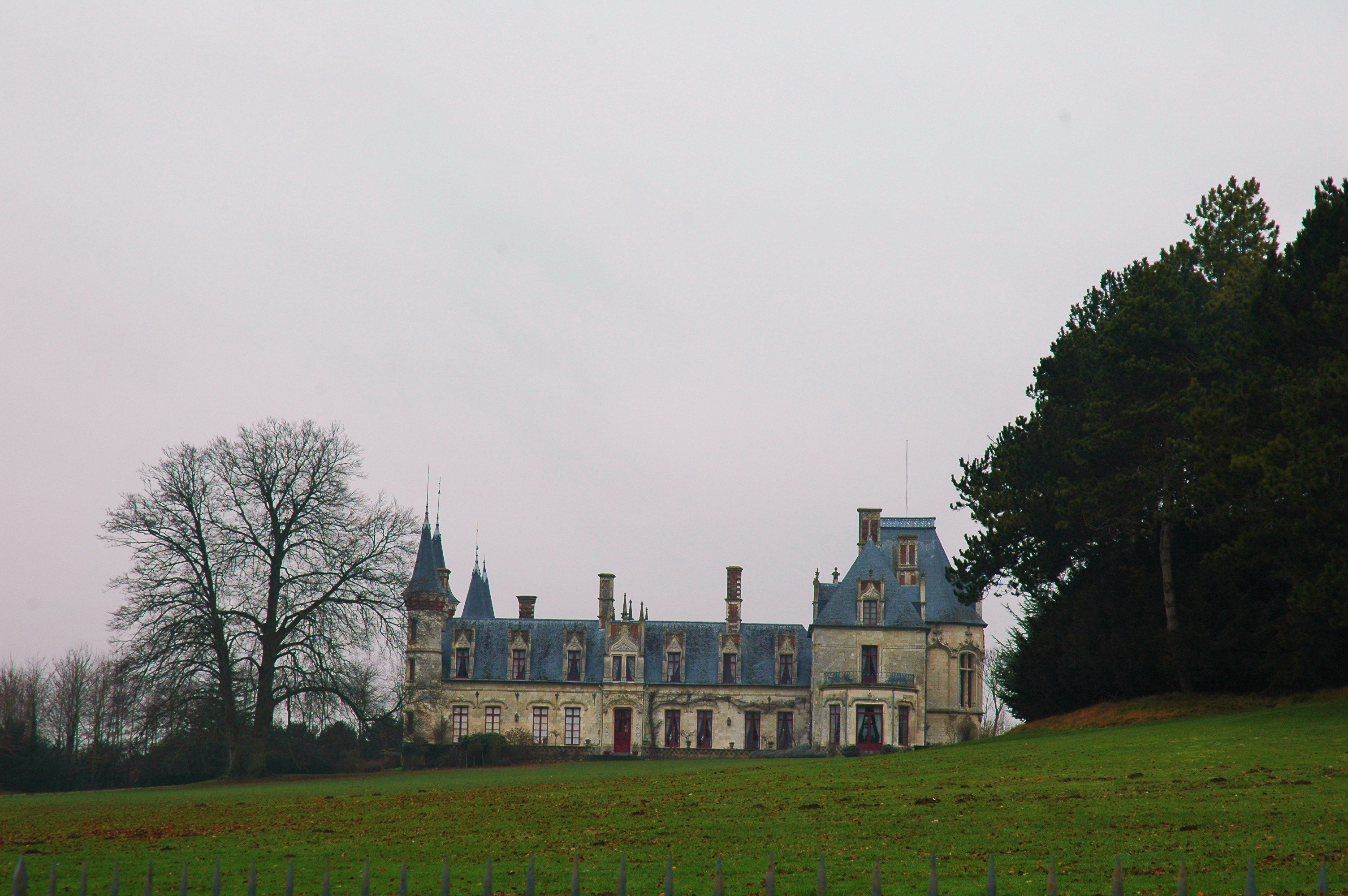
Château de Régnière-Ecluse ou fut tourné Les Petits Meurtres d'Agatha Christie : Épisode 8 : Le Flux et le Reflux

## T
- Haut – A
- B
- C
- D
- E
- F
- G
- H
- I
- J
- K
- L
- M
- N
- O
- P
- Q
- R
- S
- T
- U
- V
- W
- X
- Y
- Z

## U
- Haut – A
- B
- C
- D
- E
- F
- G
- H
- I
- J
- K
- L
- M
- N
- O
- P
- Q
- R
- S
- T
- U
- V
- W
- X
- Y
- Z

## V
- Haut – A
- B
- C
- D
- E
- F
- G
- H
- I
- J
- K
- L
- M
- N
- O
- P
- Q
- R
- S
- T
- U
- V
- W
- X
- Y
- Z

## W
- Haut – A
- B
- C
- D
- E
- F
- G
- H
- I
- J
- K
- L
- M
- N
- O
- P
- Q
- R
- S
- T
- U
- V
- W
- X
- Y
- Z